# كميل خوري
كميل منصور خوري (من مواليد قرنة الحمراء سنة 1961)، سياسي لبناني وعضو في التيار الوطني الحر، أنتخب عضوا في المجلس النيابي عن المقعد الماروني الشاغر في المتن. تلقى علومه الثانوية في مدرسة الفرير المون لاسال. درس الطب في في جامعة القديس يوسف وتخصص في أمراض الجهاز الهضمي في جامعة ليون. ناضل في التيار العوني منذ 1989 وأصبح منسقا للجنة الأطباء في التيّار الوطني الحر عند إنشاءها. اعتقل في أغسطس 2001 بسبب نشاطه السياسي. تلقى ترشحه في الانتخابات الفرعية دعما من النائب ميشال المر، حزب الطاشناق، الحزب السوري القومي الاجتماعي وحزب البعث اللبناني.
فاز بعد حصوله على 39,534 من أصوات مقابل 39,116 للشيخ أمين الجميّل. متأهل من السيدة سميا جوزف فضول ولهما ولدان غرازيلا وأنطونيو.